# Farbsensor
Unter Farbsensor (englisch Color Sensor) wird ein in der Automatisierungstechnik verwendetes signalgebendes optisches Gerät zur selektiven Erfassung und Bewertung des sichtbaren Spektralbereichs verstanden. Dabei liefert die selektive Erfassung und Bewertung des sichtbaren Spektralbereichs zur Weiterverarbeitung geeignete Farbmaßzahlen. Typische Bezeichnungen für Farbsensoren sind beispielsweise LAB-Farbsensor, True-Color-Sensor oder RGB-Sensor. Auch Druckmarkensensor ist eine Bezeichnung für einen speziellen Farbsensor.

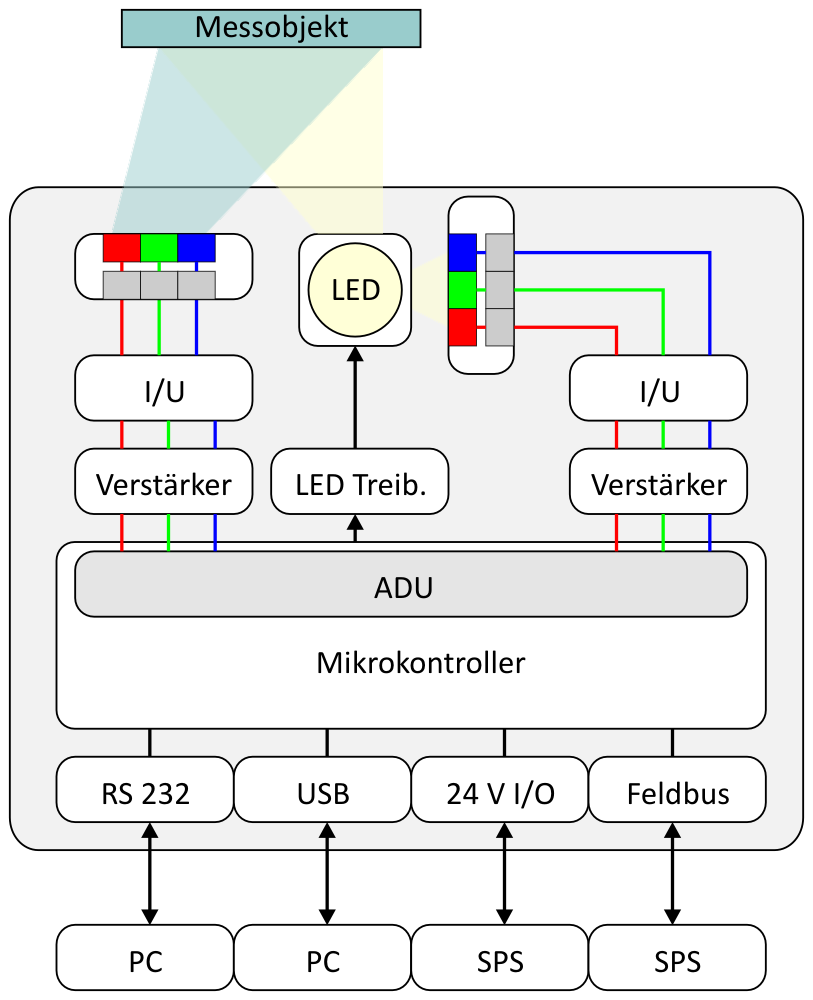
Typisches Blockschaltbild eines Farbsensors

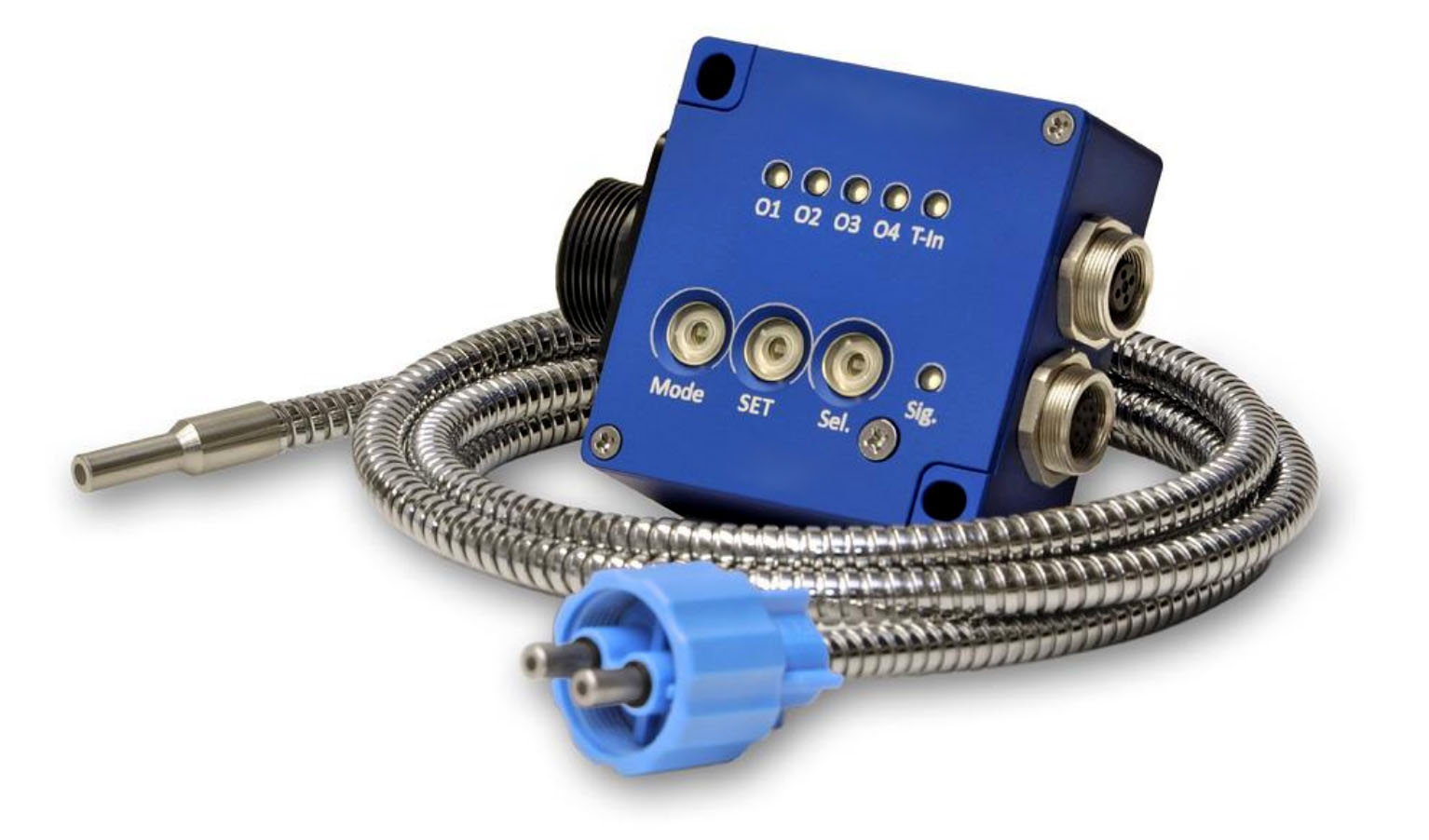
Kompakter Farbsensor mit Lichtleiteranbindung

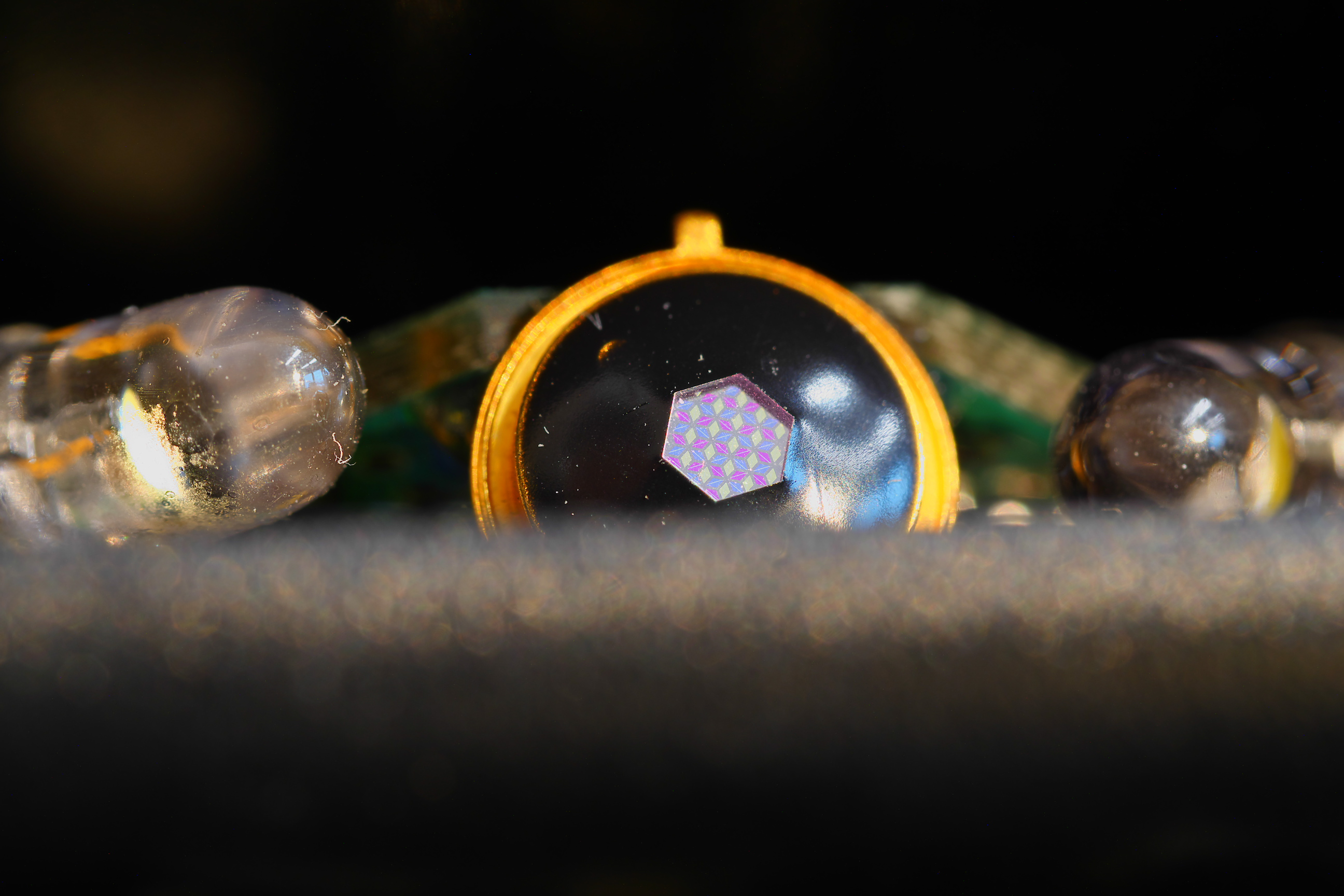
Beispiel einer sechseckigen Dreibereichsfotodiode (Mitte) mit zwei weißen Leuchtdioden als Lichtquelle aus einem Farbmessgerät

## Abgrenzung
Nicht zu den Farbsensoren im Sinne dieser Begriffsklärung zählen Farbmessgeräte. Farbmessgeräte haben vornehmlich das Ziel der Erfassung von Farbmaßzahlen mit hoher absoluter Genauigkeit. Sie arbeiten meist auf spektralfotometrischer Basis und sind vergleichsweise teuer.
Weiterhin werden die reinen Primärfarbsensoren (meist Photodioden mit vorgeschalteten Farbfiltern) nicht zu den Farbsensoren gezählt, da sie keine eigenständigen Geräte darstellen.
Als elektronische Farbfächer werden den Farbsensoren ähnliche Geräte bezeichnet, die der Bestimmung von Farbnummern oder Farbnamen nach einem festen Farbsystem (beispielsweise RAL oder Pantone) dienen. Es handelt sich hierbei um Handgeräte zur reinen Anzeige der Farbnummern oder Namen.

## Einsatzbereiche
Die Einsatzbereiche von Farbsensoren sind vielfältig. Wichtige Einsatzgebiete finden sich in der Qualitätskontrolle und der Prozesssteuerung. Zur Qualitätskontrolle zählen beispielsweise die Prüfung von oberflächlich aufgetragenen Farben, Lacken, Primern, Fetten oder sonstigen Beschichtungen. Weiterhin werden mit Farbsensoren Anwesenheitskontrollen (Dichtungen, Deckel, Verschlüsse, Sicherungslacke, Befestigungselemente) im Bereich der Qualitätskontrolle durchgeführt. Auch die Überprüfung von Leuchtmitteln auf Farbe und Helligkeit (z. B. LEDs im KFZ-Interieur) zählt zu den Qualitätskontrollen.
Farbsensoren können auf einfache Weise zur Prozesssteuerung verwendet werden. Von Vorteil in der Automatisierungstechnik ist die hohe Verarbeitungsgeschwindigkeit der Farbsensoren im 10-kHz-Bereich. Dadurch sind sie für schnellere Produktionsabläufe einsetzbar. Im Druckbereich werden zur Steuerung von Offsetmaschinen beispielsweise farbige Druckmarken ausgewertet. Oftmals werden Teile farbig markiert, um die Qualität der Teile nach „Gut/Schlecht“ unterscheiden zu können. Farbsensoren erkennen die farblichen Markierungen und lösen einen Steuervorgang im Prozess aus.

## Funktionsweise
Farbsensoren arbeiten meist nach dem Dreibereichsverfahren. Die spektrale Kurvenform der eingesetzten Dreibereichsfilter entspricht weitgehend den Normspektralwertfunktionen. Moderne Farbsensoren arbeiten perzeptiv. Das bedeutet, sie bewerten Farbunterschiede entsprechend der Farbempfindung eines menschlichen Beobachters. Die Grundlage hierfür bildet die höhere Farbmetrik.
Zur Objektbeleuchtung werden bei Farbsensoren breitbandige Lichtquellen (meist Hochleistungs-Weißlicht-LEDs) eingesetzt. Als Detektoren kommen Photodioden mit integrierten Farbfiltern zum Einsatz. Die Farbfilter arbeiten auf Interferenzbasis. Die Photoströme werden mittels Transimpedanzwandler in Spannungen umgewandelt, gefiltert und verstärkt. Anschließend erfolgt eine Digitalisierung. In einem Mikrocontroller werden die digitalen Werte in Farbmaßzahlen überführt und in geeignete empfindungsgerechte Farbenräume transformiert. Im Anschluss erfolgt im Mikrocontroller ein Vergleich der aktuellen Farbmaßzahl mit in einer Tabelle hinterlegten Toleranzwerten oder weiteren Vergleichsfarbmaßzahlen. Das Ergebnis des Vergleichs liefert eine binäre Schaltentscheidung. Dieser Vorgang wird auch mit Farberkennung bezeichnet. Zur robusten Funktion des Farbsensors wird durch geeignete Modulationsverfahren das Fremdlicht aus der Messumgebung eliminiert sowie vorhandene Drifterscheinungen kompensiert.
Frühere Farbsensoren verwendeten oft einen breitbandigen Photoempfänger und arbeiteten daher mit verschiedenen einfarbigen Leuchtdioden als Lichtquelle, die sequentiell eingeschaltet werden mussten. Nachteilig sind hierbei eine verfahrensbedingte geringere Verarbeitungsgeschwindigkeit und eine durch die beschränkten spektralen Eigenschaften der Leuchtdioden bedingte eingeschränkte Farbselektivität dieser Farbsensoren.